# Battaglia di Pertuso
La battaglia di Pertuso,  si riferisce ad uno scontro tra le truppe della Wehrmacht, aiutate da camicie nere della Scuola Allievi Ufficiali di Novi Ligure guidati da Siegfried Engel e le forze partigiane garibaldine della Divisione "Cichero" del tortonese e del genovesato.
La battaglia, che avvenne presso le Strette di Pertuso, cominciò quando, dopo il fallito tentativo di occupare l'alta val Borbera il 22 agosto 1944, il 24 agosto le forze nazifasciste tentarono di rioccupare l'alta valle.
I partigiani però avevano raggruppato a Pertuso altre forze della Divisione Garibaldi "Cichero", chiamate dal partigiano "Marco": la brigata Capettini, il distaccamento Verardo comandato da Pinan, il distaccamento Peter al comando di "Scrivia".
Dopo tre giorni di scontro, i partigiani avevano esaurito le munizioni, si devono ritirare anche per il rischio di esser presi alle spalle.
Una lapide ricorda la battaglia, mentre una stele è stata eretta in omaggio alla Divisione Pinan-Cichero. Un film, della durata di 40 minuti, raccoglie le testimonianze di quella battaglia: "La battaglia di Pertuso", regia di Anna Gasco, Paolo Gobetti, Giovan Battista Lazagna, Paola Olivetti.